# Lido di Ostia Ponente
Lido di Ostia Ponente è il trentatreesimo quartiere di Roma, indicato con Q. XXXIII.

## Geografia fisica

### Territorio
Si trova sul litorale tirrenico ed è considerata una periferia di Roma 
Il quartiere confina:
- a nord-ovest con il comune di Fiumicino (ex Z. XXXVI Isola Sacra)[1]
- a nord-est con la zona Z. XXXV Ostia Antica[2]
- a est con la zona Z. XXXIV Casal Palocco[3] e il quartiere Q. XXXIV Lido di Ostia Levante[4]
- a sud-ovest con il Mar Tirreno[5]

## Storia
Fu istituito con delibera 2453 del 13 settembre 1961 da parte del Commissario Straordinario Francesco Diana, frazionando il quartiere "Lido di Ostia" (già Lido di Roma), esistente sin dal maggio del 1933. Costituisce la sezione occidentale della frazione di Lido di Ostia di Roma Capitale.

## Monumenti e luoghi d'interesse

### Architetture civili
- Case popolari a Corso Duca di Genova. Edifici del XX secolo (1926). 41.73379°N 12.272825°E

Edifici in stile barocchetto dell'architetto Camillo Palmerini.
- Ex Colonia marina Vittorio Emanuele III, sul lungomare Paolo Toscanelli. Edifici del XX secolo (1927-32). 41.731783°N 12.271361°E

Progetto dell'architetto Vincenzo Fasolo su precedente del 1916 dell'architetto Marcello Piacentini.
- Cineland, su via dei Romagnoli. Cinema multisala, già stabilimento industriale della Meccanica Romana del XX secolo (1927-29).

Stabilimento realizzato durante la bonifica agraria per volere dell'ingegner Pio Perrone, fu dismesso nel 1973. Dal 1999 ospita il cinema multisala Cineland.
- Ufficio postale di Ostia Lido, su piazzale della Posta. Edificio del XX secolo (1939-42).

Progetto dell'architetto Angiolo Mazzoni del Grande.

### Architetture religiose
- Chiesa di Santa Monica, su piazza di Santa Monica. Chiesa del XX secolo (1968-72).
- Chiesa di Nostra Signora di Bonaria, su via Nostra Signora di Bonaria. Chiesa del XX secolo (1982). 41.738135°N 12.263459°E
- Cappella della Colonia marina Vittorio Emanuele III, sul lungomare Paolo Toscanelli. Cappella del XX secolo (1932). 41.731409°N 12.27158°E

Progetto dell'architetto Vincenzo Fasolo.

### Architetture scolastiche
- Scuola Fratelli Garrone, su corso Duca di Genova. Edificio scolastico del XX secolo (1934-35).

### Architetture militari
- Tor Boacciana, su via del Ponte di Tor Boacciana. Torre del XII secolo.
- Tor San Michele, su via degli Atlantici. Maschio del XVI secolo (1559-68). 41.74266°N 12.252174°E

Progetto di Michelangelo Buonarroti, lavori terminati da Giovanni Lippi durante il pontificato di Papa Pio V.
- Ex Idroscalo Lido di Roma, all'estremità ovest del quartiere.

### Siti archeologici
- Faro romano, su via del Ponte di Tor Boacciana. Resti del I-II secolo a.C. (98-117 d.C.) 41.75267°N 12.277661°E

Sui resti fu eretta la torre Boacciana.

### Aree naturali
- Centro Habitat Mediterraneo, da via dell'Idroscalo. Oasi LIPU. 41.740483°N 12.248809°E

Comprende il Parco Pier Paolo Pasolini
- Parco Gioacchino Angelo, interno a piazza Ener Bettica. 41.740619°N 12.271913°E
- Parco Willy Ferrero, compreso tra piazzale Lorenzo Gaspari e lungomare Duca degli Abruzzi. 41.736506°N 12.257343°E
- Parco Giuseppe Pallotta, compreso tra via della Martinica, via Tancredi Chiaraluce, via dell'Appagliatore e via delle Ebridi. 41.741616°N 12.262179°E

### Altro
- Ponte della Scafa o di Tor Boacciana, lungo via di Tor Boacciana. Ponte del XX secolo (1950).
- Giardino Alberto Giaquinto, compreso tra via Aristide Carabelli, viale delle Repubbliche Marinare e via Corrado del Greco. 41.738938°N 12.26877°E
- Giardino Paolo Orlando, interno a piazzale della Stazione del Lido. 41.732273°N 12.282996°E

## Geografia antropica

### Urbanistica
Nel territorio di Lido di Ostia Ponente si estende la zona urbanistica 13F Ostia Nord.
La parte periferica più ad ovest è volgarmente chiamata "Nuova Ostia", per via dell'edificazione in tempi relativamente recenti di edifici in edilizia popolare.

## Infrastrutture e trasporti
|  | È raggiungibile dalle stazioni: Lido di Ostia Nord e Lido di Ostia Centro. |